# رایچیلووتسی
رایچیلووتسی (به صربی: Rajčilovci) یک منطقهٔ مسکونی در صربستان است که در بوسیلگراد واقع شده‌است. رایچیلووتسی ۱٬۸۱۷ نفر جمعیت دارد.